# استانیسلاو تتسل
استانیسلاو تتسل (چکی: Stanislav Tecl؛ زادهٔ ۱ سپتامبر ۱۹۹۰) بازیکن فوتبال اهل جمهوری چک است.
از باشگاه‌هایی که در آن بازی کرده‌است می‌توان به باشگاه فوتبال اسلاویا پراگ، باشگاه فوتبال ویکتوریا پلزن، و باشگاه فوتبال باومیت یابلونتس اشاره کرد.
وی همچنین در تیم‌های ملی فوتبال زیر ۲۱ سال جمهوری چک، و جمهوری چک بازی کرده‌است.